# Bataille de Maâmora (1515)
Pour les articles homonymes, voir Bataille de Maâmora.
Maroc portugais
La bataille de Maâmora est une bataille opposant le Royaume wattasside à l'Empire portugais, du 19 juillet au 10 août 1515. Dans l'historiographie portugaise elle est qualifiée de « désastre de Maâmora ». L'armée marocaine démantèle la forteresse portugaise.

## Contexte et préparatifs
En 1515, le roi de Portugal Manuel Ier, prend conscience de la nécessité de construire une forteresse à l'embouchure de l'oued Sebou pour relier ses colonies du nord à celles du sud du littoral marocain. Deux expéditions avaient déjà été menées dans la région en 1507 et 1514.
Le 13 juin 1515, sous le commandement d'António de Noroña, une flotte de 200 navires transportant 8 000 hommes part depuis Lisbonne en direction de Maâmora. L'expédition qui est à la fois militaire et coloniale compte aussi des centaines d'artisans et colons. Le 23, la flotte atteint l'embouchure de l'oued Sebou, et y n'entre que le lendemain. Le débarquement se fait sans rencontrer de résistance, et les Portugais élèvent rapidement un château de bois préfabriqué. Ils commencent ensuite la construction des murailles de la forteresse à partir du 29. Toutefois, l'emplacement initial où devait se trouver la forteresse n'est pas respecté, car inadapté pour les Portugais. La construction du fort s'est donc faite plus près de l'embouchure car il y avait des sources d'eau, et un meilleur endroit pour débarquer. Cependant, le nouvel emplacement choisi est situé près d'une colline, ce qui rend la place portugaise vulnérable en cas d'attaque.
Le sultan marocain Mohammed al-Burtuqâlî envoie alors son frère Moulay Nacer, gouverneur de Meknès, à la tête d'une armée nombreuse. Celui-ci mobilise 30 000 fantassins et 3 000 cavaliers, et amène avec lui initialement six pièces de canon.

## Déroulement
Le 19 juillet, Moulay Nacer tente de surprendre les Portugais en envoyant sa cavalerie à l'assaut, mais l'attaque est repoussée. Lorsque António de Noroña, chef d'expédition, apprend que l'artillerie amenée par Moulay Nacer se trouve à proximité de Maâmora, et qu'elle est gardée par un petit groupe de soldats marocains, il décide de contre-attaquer. Un détachement de 1 200 Portugais est envoyé sur les lieux, et s'empare des six pièces de canon marocains, facilité par la négligence des soldats wattassides.
Le détachement portugais tente alors d'amener cette artillerie à son camp, lorsque les Marocains s'aperçoivent de l'absence de leur canons. Ils se mettent alors à la poursuite des Portugais, qui marchent initialement en bon ordre. Cependant, le nombre important de Marocains à leur poursuite finit par provoquer la panique parmi les Portugais. La colonne portugaise finit par se rompre, certains soldats tentent de prendre la fuite, tandis que d'autres jettent leurs armes après avoir entendu certains soldats marocains d'origine andalouse ou renégats leur promettre en espagnol que s'ils se rendent aucun mal ne leur sera fait. De nombreux soldats sont tués lors de l'affrontement et plusieurs Portugais sont faits prisonniers dont une quinzaine d'officiers .
L'armée marocaine établit donc son camp sur la colline à proximité de la forteresse portugaise. Position avantageuse, Moulay Nacer y installe plusieurs pièces d'artillerie pour bombarder la place portugaise. Tandis que d'autres canons sont installés à l'entrée de l'oued Sebou. La stratégie marocaine étant d'isoler et couper les communications entre les Portugais et leur flotte, les privant ainsi de provisions et d'une couverture. Un navire portugais tente alors de franchir le fleuve et forcer ce blocus en essayant de bombarder les batteries ennemies, mais il finit par être coulé par l'artillerie marocaine.
Cette stratégie va se révéler efficace. La situation va rapidement devenir compliquée pour les Portugais qui manquent de vivres et munitions, tandis que le nombre de malades et tués ne fait qu'augmenter. De plus, l'atmosphère au sein du camp portugais ne fait que se dégrader. Les commandants de l'armada et de la forteresse s'accusant mutuellement des erreurs de localisation du fort. Le 10 août, António de Noroña décide d'évacuer la place. Cette évacuation se fait cependant dans la précipitation. De nombreux Portugais sont tués à terre lors des opérations d'embarquement, tandis que beaucoup de navires ancrés dans le fleuve ne peuvent manœuvrer correctement car la marée est basse. De nombreux navires se sont échoués ou coulés, provoquant de lourdes pertes portugaises, soit environ 4 000 morts et 100 navires perdus .
Cette défaite brise les ambitions de conquêtes du roi Manuel Ier au Maroc. Les Marocains s'emparent d'un important butin et repêchent plus de 400 canons du fleuve.
Léon l'Africain qui était présent et accompagnait Moulay Nacer, commente la déroute portugaise : 

« Les navires ont été brûlés, et l'artillerie est allée au fond, avec un si grand massacre de chrétiens que la mer a été teinte en rouge pendant l'espace de trois jours. »

## Conséquences
La défaite de Maâmora met un grand frein à la politique de construction de forts sur la côte marocaine. Elle fait aussi un grand effet chez les Marocains, et donne un nouveau souffle au djihad contre les chrétiens. Mohammed al-Burtuqâlî utilisera notamment l'artillerie capturée à Maâmora pour le siège d'Assilah l'année suivante.

## Sources

### Sources bibliographiques
1. 1 2 3 4 5  Raoui, p. 110-111
2. 1 2 3 4 5 6  Société historique algérienne 1873, p. 70
3. 1 2 3 4 5  Góis 1566-1567, chap. XXVI
4. 1 2 3  Société historique algérienne 1873, p. 71

#### Francophone
- Société historique algérienne, Revue africaine : journal des travaux de la Société historique algérienne, Alger, Adolphe Jourdan et Jules Carbonel, 1873, 506 p. (lire en ligne)
- Samir Raoui, « Casbah de Mahdiya : une fortification espagnole au cœur de l'Atlantique » (lire en ligne)

#### Lusophone
- (pt) Damião de Góis, Crónica do Felicíssimo Rei D. Manuel, Lisbonne (lire en ligne)